# Nogent-sur-Loir

Nogent-sur-Loir este o comună în departamentul Sarthe, Franța. În 2009 avea o populație de 412 de locuitori.